# Huy (Belgien)
 For alternative betydninger, se Huy. (Se også artikler, som begynder med Huy)
Huy (vallonsk: Hu, nederlandsk: Hoei) er en by i Vallonien i det østlige Belgien. Byen ligger i provinsen Liège, ved bredden af floden Meuse, og har 21.293(2018) indbyggere.
Huy er hvert år målby for cykelklassikeren La Flèche Wallonne med målstregen plageret på toppen af stigningen Mur de Huy.
- Huy
- Fortet i Huy